# Randi Blehr
Randi Marie Blehr, född Nielsen 1851 i Bergen, död 1926, var en norsk kvinnosakskämpe. Hon var hustru till Otto Blehr.
Blehr deltog i stiftandet av Norsk kvindesaksforening 1884, där hon i två omgångar var ordförande, samt var en av grundarna av Norske Kvinners Sanitetsforening. Hon arbetade även från 1903 i fredsrörelsen och var en framstående befrämjare av norsk konstindustri med mera.